# 電離煙霧探測器
電離煙霧探測器是一种含有镅-241的火灾报警装置。探測器內的鋂半衰期為432.2年，因此在19年後就含有3%的鎿，32年後則有5%。衰變產生的輻射通過電離室，也就是兩片電極間充滿空氣的區間，電極間有著少量的電流。煙霧進入電離室後會吸收輻射出來的α粒子，減少電離的程度，因此改變流通的電流，從而觸發警報。

## 原理

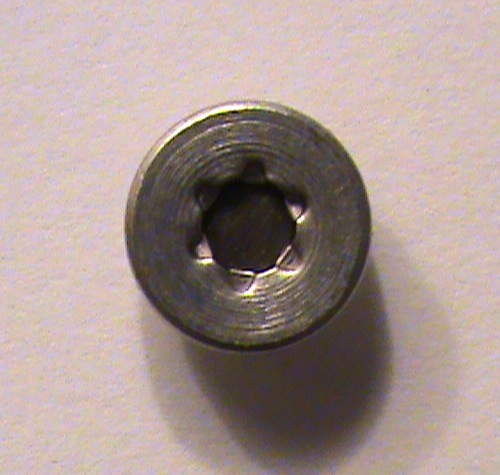
裝在電離煙霧探測器內的二氧化鋂-241（圖中內圈暗處），外部包覆著鋁

常見的电离煙霧探測器使用二氧化鋂（241Am）作為電離輻射源，其结构和抗静电刷中的金属箔類似，它能穩定地釋放比226Ra多5倍多的α粒子，卻釋放很少的对人体有害的γ輻射。其所釋放的粒子流可以使电离腔内空气局部电离，令其能夠導電，從而允许电流在其中通过，而当烟雾粒子进入电离腔时，烟雾粒子会与离子相结合並降低空气导电性，減小通過其中的電流。若電流變得足夠小，探測器就会发出警报。

## 特点
新電離煙霧探測器一般含有1微居里（37 kBq）(0.28微克)的鋂元素。電離煙霧探測器对普通火灾的反应速度明显快于其他类型探测器，镅也被一层薄薄的金保护着，无须担心镅的放射性。相比光學煙霧探測器，電離探測器較為便宜，還能夠測得大小不足以產生足夠光學散射的煙霧粒子。電離煙霧探測器也让镅成为元素收藏家最后一种不需要执照可以合法拥有的元素。然而，這種探測器容易發生誤報，因此不能裝設於浴室等常產生水蒸氣的地方。